# Justus Walther
Justus Walther (auch Walter) (* 18. Juli 1807 in Ober-Ramstadt; † 10. Februar 1858 in Babenhausen) war ein hessischer Ökonom und Politiker und Abgeordneter der 2. Kammer der Landstände des Großherzogtums Hessen.
Justus Walther war der Sohn des Müllermeisters Heinrich Walther von der Waldmühle und dessen Ehefrau Elisabetha, geborene Ganß. Walther, der evangelischen Glaubens war, war Ökonom in Babenhausen und heiratete dort am 19. Juni 1833 Katharina geborene Horn, verwitwete Ranis (1805–1875).
Von 1849 bis 1850 gehörte er nach der Märzrevolution der Zweiten Kammer der Landstände an. Er wurde für den Wahlbezirk Starkenburg 12/Babenhausen gewählt.